# Dominik Jędrzejewski
Blahoslavený Dominik Jędrzejewski (4. srpna 1886, Kowal – 29. srpna 1942, Koncentrační tábor Dachau) byl polský římskokatolický kněz, farář v Goslawiciach. Stal se obětí nacistického pronásledování katolické církve. Katolickou církví je uctíván jako blahoslavený mučedník.

## Život
Narodil se jako šesté dítě do katolické rodiny. Původně studoval učitelský ústav, z politických důvodů (účastnil se odporu proti ruskému školství, část Polska ve které žil, byla tehdy součástí Ruska) byl však ze studia vyloučen. Studoval pak v Kališi, kde v roce 1906 složil maturitní zkoušku a následně začal studovat teologii. Po pětiletém studiu byl 18. června 1911 vysvěcen na kněze. Vystřídal několik farností a nějakou dobu působil jako vězeňský kaplan. V roce 1920 začal působit jako katecheta na gymnáziu, ze zdravotních důvodů však musel požádat o návrat do farní duchovní správy.
Působil poté jako venkovský farář, přetrvávající zdravotní obtíže si ovšem v roce 1927 vynutily chirurgické odstranění jedné ledviny. Po nutné rekonvalescenci byl ustanoven farářem v Goslawiciach. Zde byl v roce 1940 zatčen gestapem a odvlečen do koncentračního tábora Sachsenhausen. Následně byl převezen do Dachau a určen na kopáčské práce. Zde mu velitel nabídl propuštění na svobodu výměnou za zřeknutí se kněžství. To Dominik odmítl. Nedlouho poté při otrockých pracích zemřel vyčerpáním a jeho tělo bylo spáleno v krematoriu.

## Beatifikace
Beatifikován byl 13. června 1999 papežem sv. Janem Pavlem II. ve Varšavě ve skupině 108 polských mučedníků.